# Памятник Пушкину (Ашхабад)
Памятник Александру Сергеевичу Пушкину был торжественно открыт в 1901 году, а идея поставить монумент возникла в 1899 — в год 100-летия со дня рождения великого русского поэта, в Ашхабаде. Самый старый памятник города.

## Описание
Памятник представляет высокую колонну-постамент, увенчанную бюстом поэта. Внизу со всех четырёх сторон резного цоколя, поддерживающего стройную колонну, на чёрном фоне прямоугольных ниш золотом выписана фамилия, имя и отчество поэта, даты его рождения и смерти и строки стихотворения «Я памятник себе воздвиг нерукотворный…», с другой стороны надпись «Гордости России Александру Сергеевичу Пушкину». Цоколь окружают четыре массивные декоративные тумбы, соединённые между собой толстыми чугунными цепями, вокруг разбиты баскеты и цветники.
Вокруг памятника расположен Пушкинский сквер. Небольшая улица поблизости, также носит названия Пушкина.

## История создания

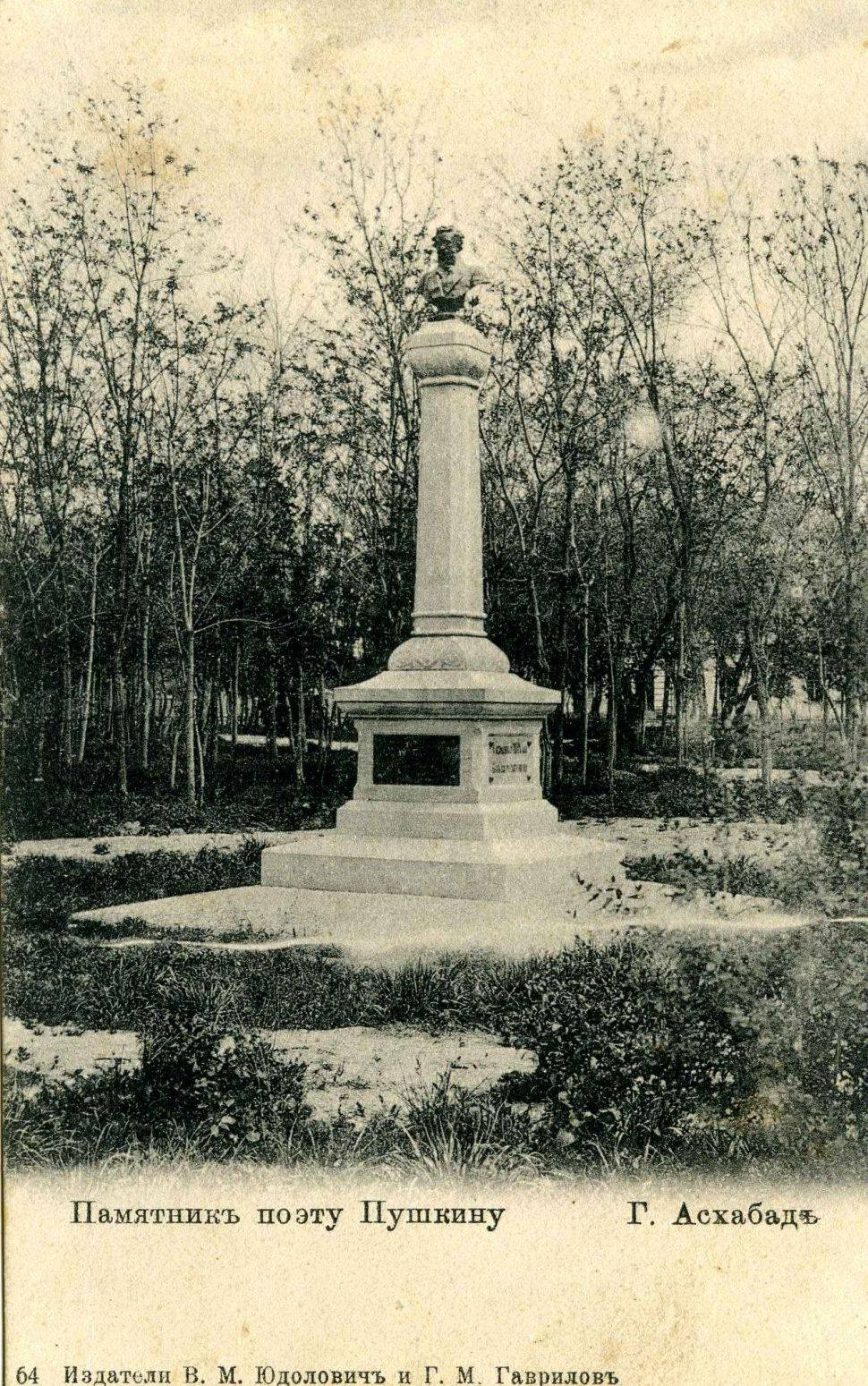
Памятник Пушкину в 1910-е гг.

В 1899 году местной интеллигенцией была выдвинута идея возведения памятника русскому писателю, в связи с приближающемся столетним юбилеем поэта. Начался сбор денег, взносы делали не только люди зажиточные, но и рабочие, мастеровые, солдаты. Сбор принёс значительную по тем временам сумму. Заготовка материалов и возведение памятника заняли около двух лет. Открыт был в 1901 году. Приказом начальника Закаспийской области от 27 апреля 1901 года памятник передавался в ведение уездной администрации.
Памятник пережил гражданскую войну и катастрофическое ашхабадское землетрясение 1948 года.
Памятник установлен в одном из живописных уголков Ашхабада. Создан в начале XX века по проекту архитектора А. И. Бутузова литейщиком К. А. Берто.
К 200-летию Александра Сергеевича Пушкина памятник поэту был отреставрирован.
Памятник ежегодно становится центром торжественного возложения цветов в день рождения поэта.